# Limburger Becken

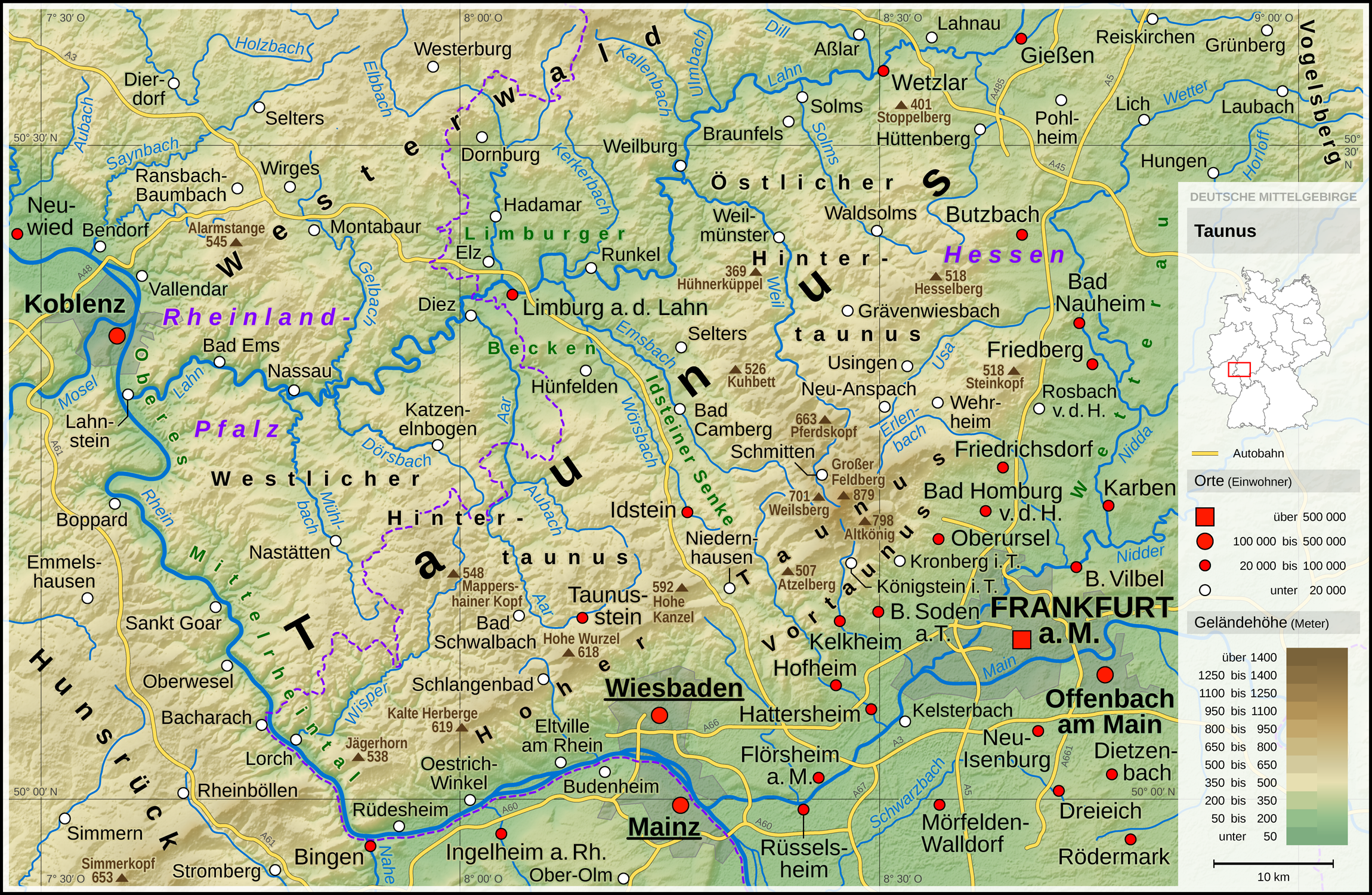
Das Limburger Becken zwischen Taunus und Westerwald

Das Limburger Becken bildet neben dem Mittelrheinischen Becken einen der beiden großen intramontanen Senkungsräume innerhalb des Rheinischen Schiefergebirges. Es bildet den mittleren Teil der naturräumlichen Haupteinheitengruppe Gießen-Koblenzer-Lahntal zwischen dem Weilburger Lahntalgebiet und dem Unteren Lahntal beiderseits der Lahn um die Stadt Limburg.

## Beschreibung

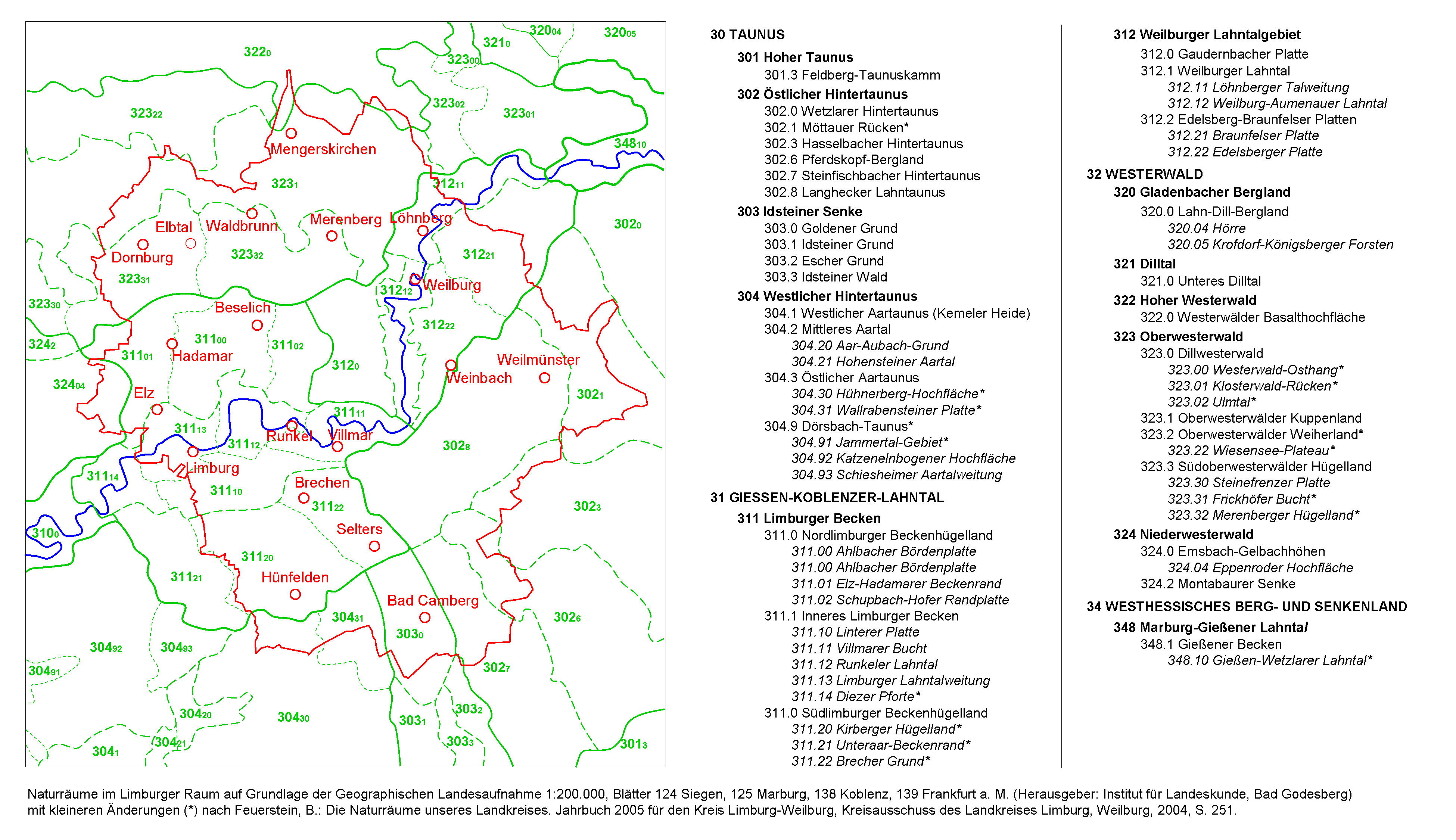
Naturräume im Limburger Raum (Landkreis Limburg-Weilburg)

Die etwa 20 km mal 14 km weite, waldarme Landschaftskammer des Limburger Beckens ist als tektonisches Einbruchsfeld angelegt und verbindet die stärker eingeschnittenen Talstrecken im Weilburger Lahntalgebiet mit denen des Unteren Lahntals. Sie gliedert sich in das Nord- und Südlimburger Beckenhügelland sowie das nahezu ebene Innere Limburger Becken mit der Villmarer Bucht und der Linterer Platte, in dessen Sohle sich der gewundene Lahnverlauf etwa 50 m tief eingesenkt hat. Die an den Rändern des Beckens vorspringenden oder aus diesem aufragenden Hügel bilden weithin sichtbare Landmarken, welche das Landschaftsbild prägen, so das Heidenhäuschen (397,9 m ü. NHN) nördlich von Steinbach, der Mensfelder Kopf (313,7 m) und der sich jenseits des östlichen Beckenrandes im Langhecker Lahntaunus (im Östlichen Hintertaunus) befindliche Bergrücken Galgenberg (mit Höhenpunkt auf 277,1 m) bei Villmar.
Der Untergrund besteht überwiegend aus Gesteinen der geologischen Lahnmulde, welche an den Rändern und an steileren Talhängen zu Tage treten. Von besonderer Bedeutung sind hierbei drei von Westsüdwesten nach Ostnordosten verlaufende Züge mitteldevonischen Massenkalks (Lahnmarmor), welche in die überwiegend vulkanischen Gesteine (Diabas, Schalstein) der Lahnmulde eingebettet sind. Im Norden tritt der jüngere Vulkanismus des Westerwaldes mit einzelnen Basaltvorkommen – Galgenberg (241,8 m) bei Hadamar, Großer Berg (245,3 m) bei Ahlbach, Beselicher Kopf (296 m) bei Obertiefenbach – in Erscheinung. Diese stehen in Zusammenhang mit tektonischen Verwerfungen, welche das Becken in Nord-Süd-Richtung durchziehen und an Weitungen bei Dietkirchen und Limburg sowie an Grabenfüllungen (Sand, Kies, Ton) erkennbar sind.
In der Diezer Pforte verlässt die Lahn das Becken und geht, von ansteigenden Terrassenfluren begleitet, bei Fachingen in das Untere Lahntal über. Die dortigen Mineralquellen entspringen an einer tektonischen Bruchlinie, welche den weithin sichtbaren Westrand des Beckens zum Westlichen Hintertaunus bildet und über die Thermalquellen von Bad Schwalbach und Schlangenbad bis zum Rheingau verfolgen lässt.
Große Teile des Limburger Beckens tragen mächtige Lößdecken, so auf der Ahlbacher Bördenplatte welche vom Elz-Hadamarer Beckenrand mit dem Elbbachgrund und der Schupbach-Hofener Randplatte mit dem Tal des unteren Kerkerbachs als Begrenzung flankiert wird. Die schwarzerdeähnlichen Böden machen neben der Klimagunst das Becken zu einem wichtigen Altsiedelraum mit intensivem Getreide- und Hackfruchtanbau. Im südlichen Beckenteil mit dem Kirberger Hügelland erinnern die volkstümlichen Namen Goldene Grafschaft an der Aar und Goldener Grund entlang des Emsbachs daran. Nicht zu unterschätzen ist die verkehrsgeographische Bedeutung des Beckens als wichtiger Lahnübergang bei Limburg, wovon schon Fernhandelswege des Frühmittelalters zeugten, in deren Tradition heute die Bundesautobahn 3 und die Schnellfahrstrecke Köln–Rhein/Main auf ganz ähnlicher Trassierung stehen.